# (35896) 1999 JW84
1999 JW84 (asteroide 35896) é um asteroide da cintura principal. Possui uma excentricidade de 0.10833370 e uma inclinação de 5.09485º.
Este asteroide foi descoberto no dia 13 de maio de 1999 por LINEAR em Socorro.